# لورنزو أكوارون
لورنزو أكوارون (بالإيطالية: Lorenzo Acquarone)‏ (25 فبراير 1931 - 24 مارس 2020) كان محامياً وسياسياً إيطاليين.
ولد في فينتيميليا، وهو حائز على شهادة في القانون وهو مستشار جامعي ومحاضر. كعضو في حزب الشعب الإيطالي، انتخب في مجلس النواب الإيطالي لثلاث هيئات تشريعية. في عام 2002، شارك في تشكيل كيان سياسي جديد يعرف باسم «مارجريتا» أو الديمقراطية هي الحرية - ديزي، ولكن في سبتمبر 2003 قرر مغادرة الحزب للانضمام إلى UDEUR.
في 27 ديسمبر 2007، منحت أكوارون وسام الاستحقاق من فئة فارس الكبرى لجمهورية إيطاليا - وهو شريط موحد.
توفي أكوارون عن عمر يناهز 89 عامًا في 24 مارس 2020 بسبب عدوى COVID-19، أثناء جائحة COVID-19 في إيطاليا.